# Pfarrkirche Arbesthal

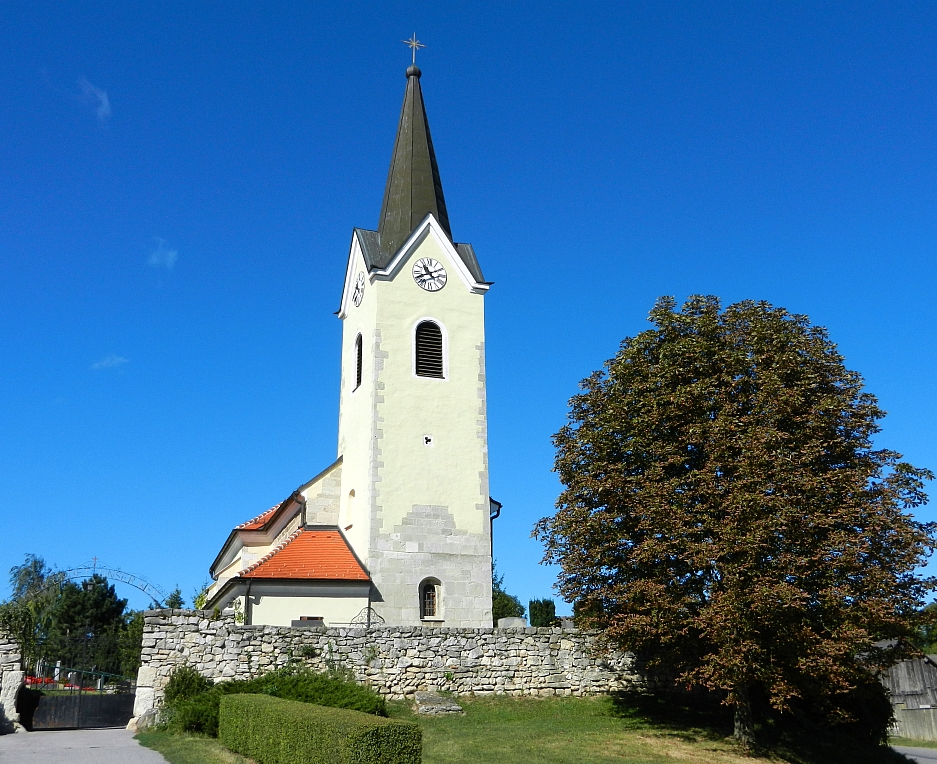
Katholische Pfarrkirche hl. Johannes der Täufer in Arbesthal

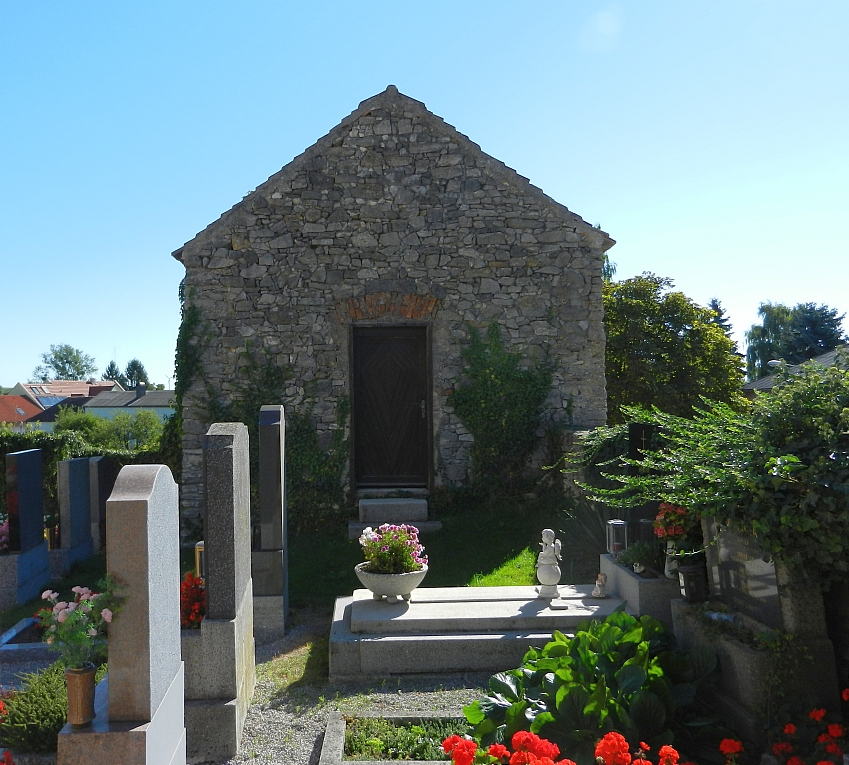
Karner im Kirchhof in Arbesthal

Die Pfarrkirche Arbesthal steht leicht erhöht im Süden des Ortes Arbesthal in der Gemeinde Göttlesbrunn-Arbesthal im Bezirk Bruck an der Leitha in Niederösterreich. Die dem Patrozinium Johannes der Täufer unterstellte römisch-katholische Pfarrkirche gehört zum Dekanat Bruck an der Leitha im Vikariat Unter dem Wienerwald der Erzdiözese Wien. Die Kirche steht unter Denkmalschutz (Listeneintrag).

## Geschichte
Die Kirche wurde auf dem Gelände des ehemaligen Herrschaftssitzes der Herren von Arweiztal erbaut. 1248 wird eine Kapelle als Filiale von Bruck an der Leitha urkundlich genannt. 1308 wird urkundlich ein Pfarrer genannt. Die Kirche hat ein romanisches Chorquadrat, ein gotisches Langhaus und einen hohen gotischen Chorturm. Die Kirche wurde 1783 zur Pfarrkirche erhoben, war jedoch von 1806 bis 1849 wieder Filialkirche. In der Mitte des 17. Jahrhunderts wurden der Chor und das Langhaus einheitlich eingewölbt und der Turm erhöht. Das barockisierte Firstkreuz ist mit Elisabeta Sterwizin 1659 bezeichnet.

## Architektur
Die Kirche ist von einem Friedhof mit einer Kirchhofmauer umgeben.
Das romanische Chorquadrat, wohl ehemaliger Burgkapellenraum aus der ersten Hälfte des 13. Jahrhunderts, besteht aus großformatigem Quadermauerwerk mit unterschiedlichen Lagerhöhen über einem umlaufenden Sockel. Das heutige Langhaus aus Bruchsteinmauerwerk mit Eckquaderungen auf den Längsmauern des romanischen Kirchenschiffes wurde anscheinend im 14. Jahrhundert erbaut. Dabei kamen Reste des romanischen Langhauses als Chor in Verwendung. Den gotischen Turm errichtete man dann über dem Chorquadrat.

## Ausstattung
Der Hochaltar aus 1713 als leicht vorschwingendes Säulen/Pilaster-Retabel auf hoher Staffel mit gesprengtem Gebälk trägt seitlich die Statuen Peter und Paul und zeigt das Altarblatt Taufe Christi aus 1765.
Die Orgel in einem neobarocken Gehäuse mit 7 Registern baute Anton Schönhofer (1908). Anlässlich des 60. Regierungsjubiläums Kaiser Franz Josephs I. im Jahr 1908 wurde sie als „Kaiser-Jubiläums-Orgel“ aufgestellt.